# Jindřich Krepindl
Jindřich Krepindl (* 6. července 1948 Šťáhlavy, Československo) je bývalý český házenkář a reprezentant Československa. Nastupoval především jako pivotman. Velký bojovník jako v obranné činnosti, tak v útočných akcích, vynikal střelbou v letu nad brankovištěm.
S týmem Československa získal stříbrnou medaili z letních olympijských her v Mnichově v roce 1972. Nastoupil v 6 utkáních a dal 11 gólů. Byl sedmý na LOH 1976 v Montrealu. Hrál v 4 utkáních a dal 6 gólů. S házenou začínal v Třemošné, od roku 1967 hrál ligu za Škodu Plzeň. Na vojně hrál za Duklu Prahu (1968–1970) a dále pokračoval opět za Škodu Plzeň, se kterou získal v roce 1974 mistrovský titul. V letech 1980–1982 hrál za TJ Náchod, v roce 1982 se do Plzně vrátil, v letech 1984–1986 hrál německém Bad Neustadtu.